# NGC 1437B
NGC 1437B (другие обозначения — ESO 358-61, MCG -6-9-29, IRAS03440-3630, FCC 308, PGC 13794) — спиральная галактика (Sc) в созвездии Эридан.
Этот объект не входит в число перечисленных в оригинальной редакции «Нового общего каталога» и был добавлен позднее.